# Юніонвілл (Мічиган)
Юніонвілл (англ. Unionville) — селище (англ. village) в США, в окрузі Тускола штату Мічиган. Населення — 481 особа (2020).

## Географія
Юніонвілл розташований за координатами 43°39′13″ пн. ш. 83°28′2″ зх. д. / 43.65361° пн. ш. 83.46722° зх. д. (43.653523, -83.467098).  За даними Бюро перепису населення США в 2010 році селище мало площу 2,43 км², уся площа — суходіл.

## Демографія
Згідно з переписом 2010 року, у селищі мешкало 508 осіб у 218 домогосподарствах у складі 154 родин. Густота населення становила 209 осіб/км².  Було 236 помешкань (97/км²).
Расовий склад населення:
| - 97,6 % — білих - 0,2 % — азіатів |

До двох чи більше рас належало 1,4 %. Частка іспаномовних становила 3,0 % від усіх жителів.
За віковим діапазоном населення розподілялося таким чином: 20,9 % — особи молодші 18 років, 62,0 % — особи у віці 18—64 років, 17,1 % — особи у віці 65 років та старші. Медіана віку мешканця становила 43,6 року. На 100 осіб жіночої статі у селищі припадало 96,9 чоловіків;  на 100 жінок у віці від 18 років та старших — 100,0 чоловіків також старших 18 років.
Середній дохід на одне домашнє господарство  становив 49 957 доларів США (медіана — 41 154), а середній дохід на одну сім'ю — 56 451 долар (медіана — 48 750). Медіана доходів становила 40 357 доларів для чоловіків та 32 188 доларів для жінок. За межею бідності перебувало 12,8 % осіб, у тому числі 37,5 % дітей у віці до 18 років та 4,1 % осіб у віці 65 років та старших.
Цивільне працевлаштоване населення становило 175 осіб. Основні галузі зайнятості: освіта, охорона здоров'я та соціальна допомога — 35,4 %, виробництво — 24,0 %, мистецтво, розваги та відпочинок — 8,0 %, транспорт — 6,9 %.